# Автожир

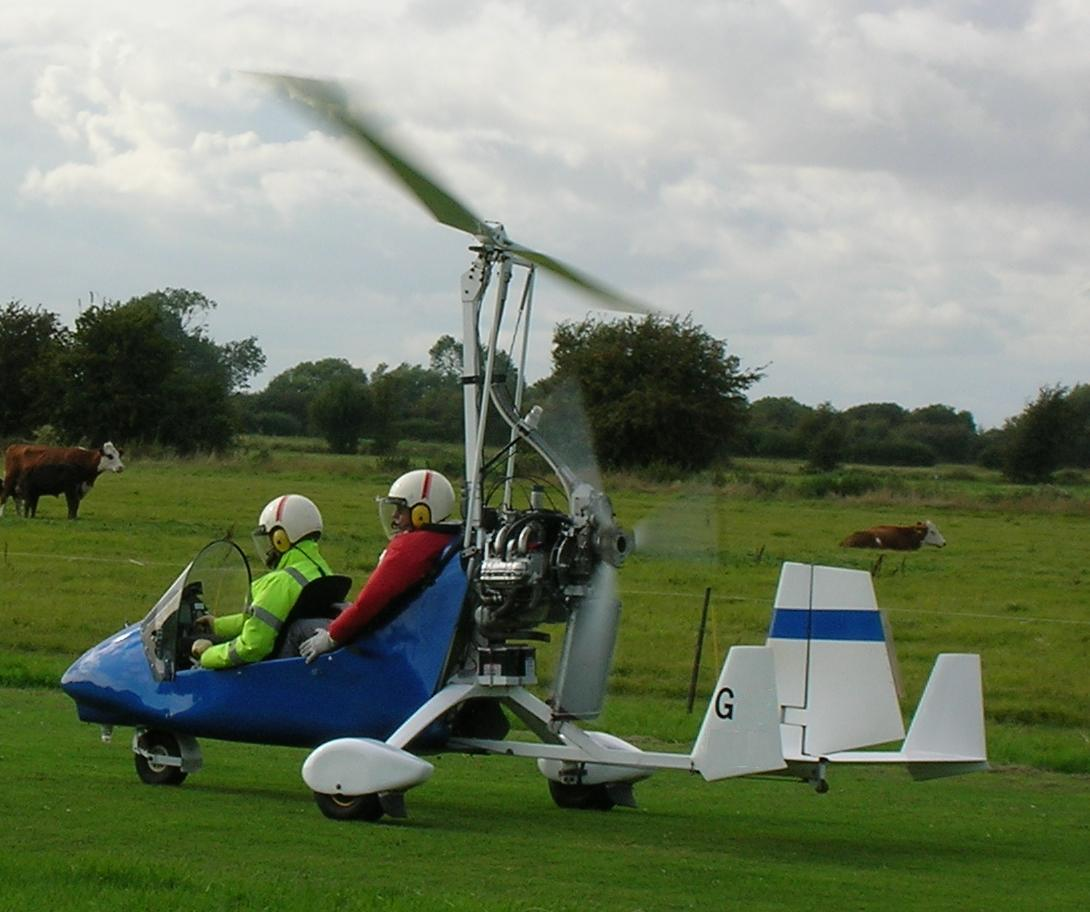
Современный лёгкий автожир с открытой кабиной

Автожи́р (от др.-греч. αὐτός «сам» + γῦρος «круг»; гиропла́н, гироко́птер — от англ. gyrocopter) — винтокрылый летательный аппарат, похожий на вертолёт, использующий для создания подъёмной силы свободновращающийся в режиме авторотации несущий винт.

## Особенности

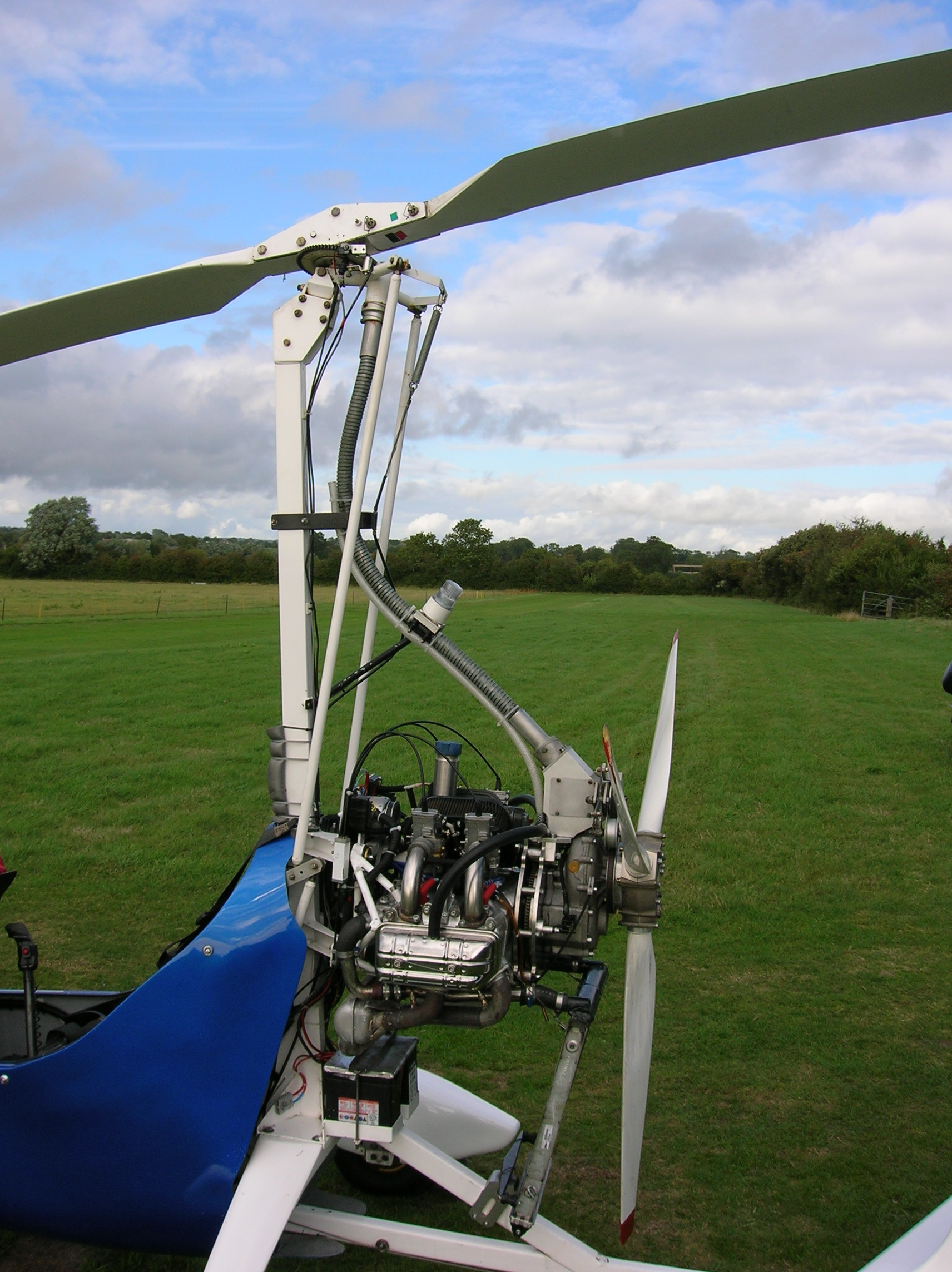
Ротор, вал и двигатель автожира VPM M-16

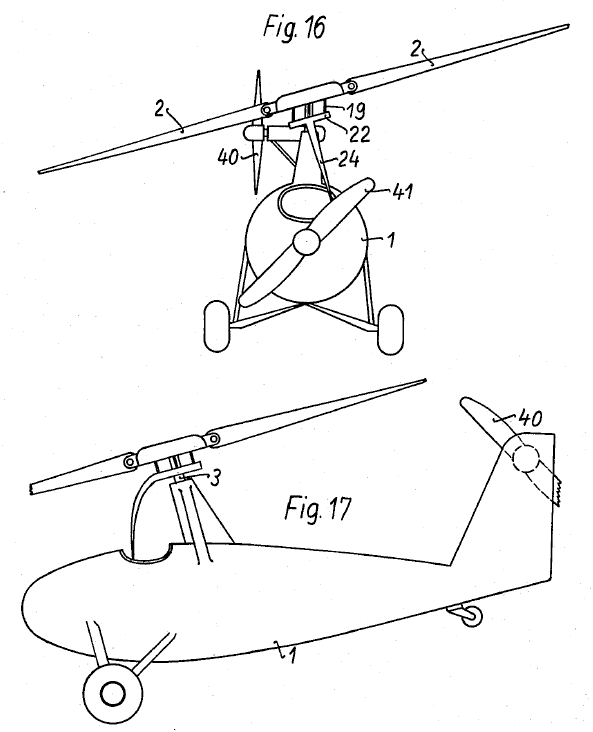
Винтокрыл, который имеет подключаемый привод несущего винта от двигателя, — занимает промежуточное положение между автожиром и вертолётом.

Подъёмная сила у автожира, как и у вертолёта, создаётся несущим винтом — который, однако, у автожира вращается свободно в режиме авторотации, под действием аэродинамических сил. Необходимая для этого поступательная тяга, придающая автожиру горизонтальную скорость, обеспечивается отдельным тянущим (расположен в передней части фюзеляжа) или толкающим (расположен в задней части фюзеляжа) пропеллером.
Свободный несущий винт автожира возможен упрощённой схемы, без изменения общего шага. Он создаёт только подъёмную силу и в полёте наклонён назад против потока, подобно фиксированному крылу с положительным углом атаки (у вертолёта, наоборот, винт (вместе с корпусом) наклоняется в сторону движения, создавая приводным несущим винтом подъёмную и пропульсивную силы одновременно).
Промежуточное положение между автожиром и вертолётом занимает винтокрыл, который имеет подключаемый привод несущего винта от двигателя и отличается от автожира тем, что может использовать не только режим авторотации, но и режим вертолётного полёта. На больших скоростях роторная система винтокрыла действует сходным с автожиром образом (в режиме авторотации), обеспечивая только подъёмную силу, но не тягу. Можно сказать, что винтокрыл сочетает в себе качества автожира и вертолёта.
Первые автожиры с ротором без автомата перекоса управлялись с помощью аэродинамических рулей, поэтому вертикальная посадка получалась неуправляемой и обычно считалась чрезвычайным режимом. Современные системы управления наклоном плоскости несущего винта (втулка обладает двумя степенями свободы) позволяют производить посадку без пробега, так как управляемость аппарата не зависит от его воздушной скорости. Для реализации вертикального старта (подскоком) возможна предварительная раскрутка несущего винта с нулевым шагом на земле (от двигателя), с последующим отключением его привода и установкой рабочего шага винта.

## История

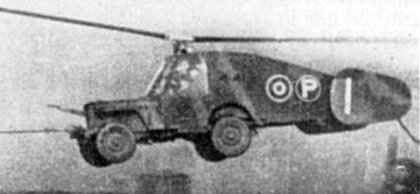
Rotabuggy — лёгкий автомобиль с установленным ротором автожира

Автожиры изобрёл испанский инженер Хуан де ла Сиерва в 1919 году, его автожир С-4 совершил свой первый полёт 31 января 1923 года.

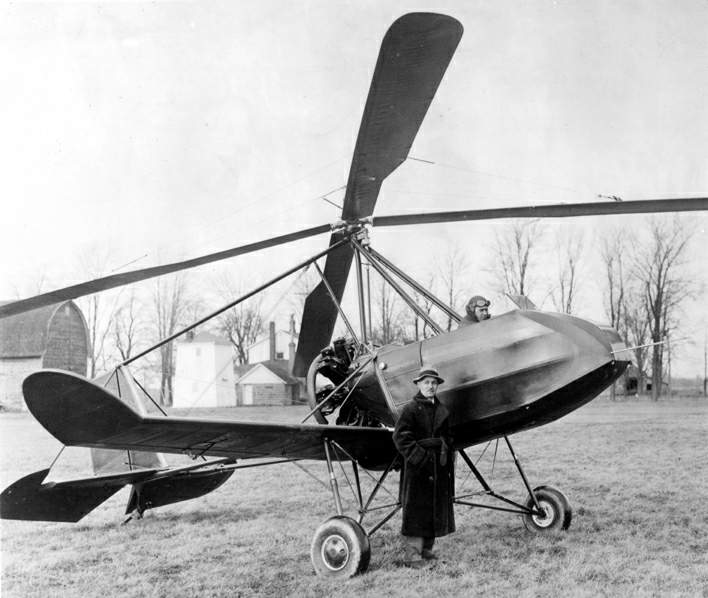
Buhl A-1 Autogyro — Etienne Dormoy (1931)

Основное развитие теория автожиров получила в 1930-е годы. С изобретением и массовым строительством вертолётов интерес к практическому применению автожиров упал настолько, что разработки новых моделей были прекращены. Новый этап интереса к автожирам начался в конце 1950-х — начале 1960-х годов. В это время Игорь Бенсен в США активно пропагандировал аппараты собственной конструкции — лёгкие одноместные простейшие автожиры, которые продавались в виде наборов для самостоятельной сборки. Кроме того, на рубеже 1960-х годов в США и Канаде были разработаны и получили сертификаты типа три модели двухместных автожиров с прыжковым взлётом:
- Umbaugh 18A (позже известный как Air & Space 18A)
- McCulloch J-2
- Buhl A-1 Autogyro[англ.]
- Avian 2/180[англ.]

Из этих трёх моделей первые две выпускались серийно. Несколько аппаратов этих моделей летают до сих пор. Avian 2/180 был построен в количестве нескольких прототипов разной конфигурации, но серийно не выпускался. Единственный сохранившийся (нелетающий) аппарат этой модели сейчас находится в частном владении в Калифорнии, причём владелец изменил его название на Pegasus.

## Свойства

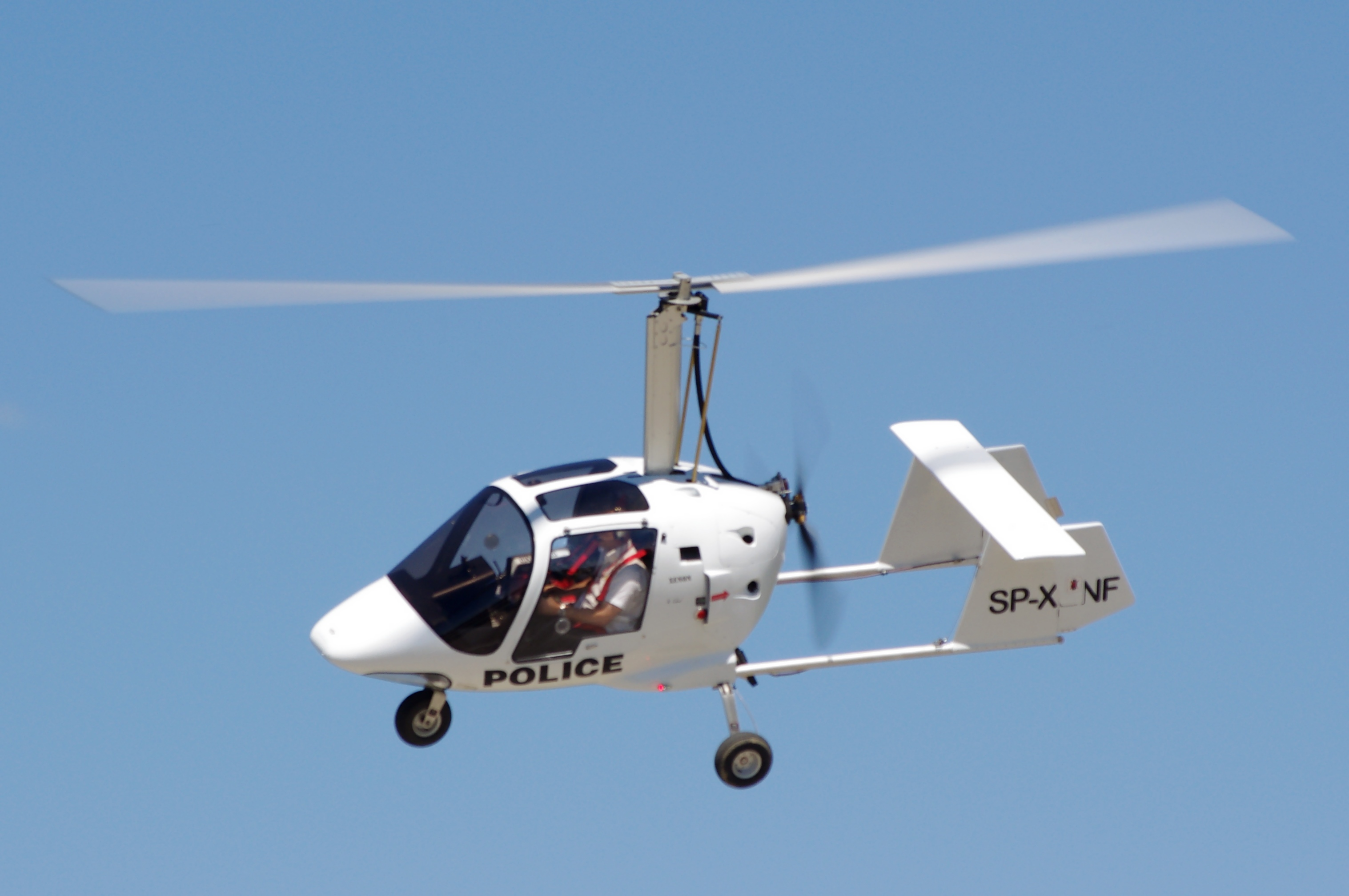
Современный лёгкий автожир с закрытой кабиной Xenon-2

Большинство автожиров одно- и двухместные. Существуют и трёхместные модели ‒ российский автожир «Охотник-3», выпускающийся научно-производственным центром Аэро-Астра-Автожир, и автожир А002, серийно выпускающийся ИАПО «Иркут». При скорости ветра более 8 м/с взлетает с места, в штиль нужен разбег до 15 м.
Начиная с 2003 года выпуск этих аппаратов быстро увеличивался и сейчас составляет более 300 машин в год.

### Классификация

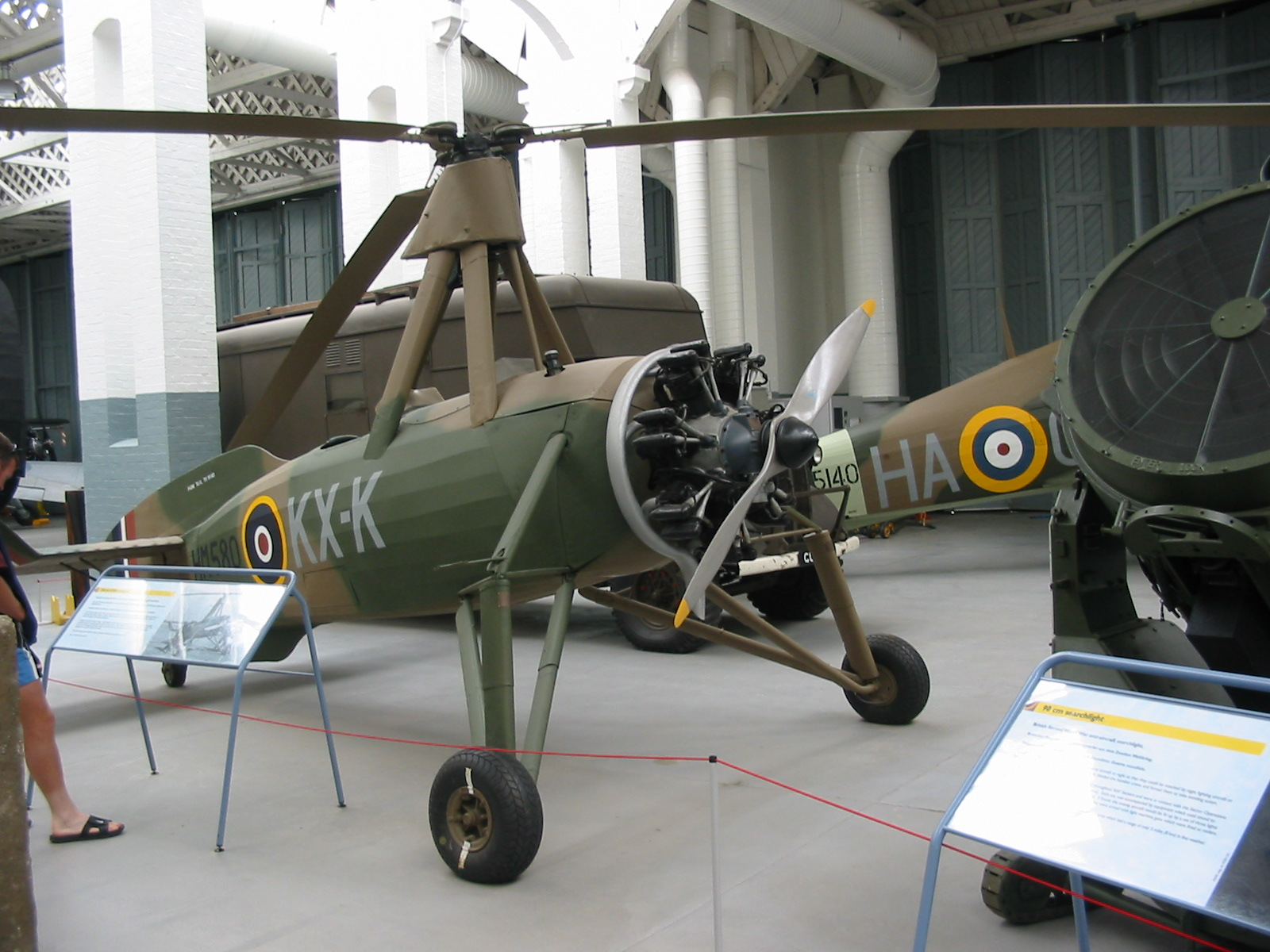
Автожир Avro Rota Mk 1 (Cierva Autogiro C30 A) ‒ классический автожир с тянущим винтом, 1930-е

По расположению маршевого винта автожиры делятся на 2 типа: с тянущим винтом (исторически первые аппараты) и с толкающим винтом (наиболее распространённые в настоящее время). Преимущества схемы с тянущим винтом: лучшее охлаждение двигателя за счёт обдува винтом и несколько большая безопасность при аварии с ударом носовой частью (в схеме с толкающим винтом при такой аварии двигатель, расположенный за кабиной, может завалиться вперёд и травмировать пилота). В то же время, в схеме с толкающим винтом лучше обзор из кабины. У обеих схем есть и другие присущие им преимущества и недостатки.

### Специальные свойства
Некоторые автожиры способны к прыжковому взлёту. При этом лопасти несущего винта ставятся горизонтально (в малый общий шаг), винт раскручивается до оборотов, превышающих номинальные полётные, затем его лопасти поворачиваются в полётный шаг. Взлёт происходит по вертикали за счёт накопленной энергии винта. Осуществление такой схемы требует значительного усложнения конструкции втулки ротора и утяжеления лопастей, поэтому автожиры с прыжковым взлётом мало распространены.
Разрабатываемый американским энтузиастом Джеем Картером шестиместный автожир
CarterCopter
с прыжковым взлётом обладает уникальной возможностью замедлять вращение несущего винта на больших скоростях, при этом несущая сила обеспечивается крылом небольшого размаха, разница в подъёмной силе идущих вперёд и назад лопастей становится неактуальна. За счёт этого возможен разгон до уникальных для винтокрылой техники скоростей за 600 км/ч. Первый полёт 24.09.1998 года, крушение 17.06.2005 года. Проект переименован в Carter Personal Air Vehicle.

## Достоинства
- Аппарат в среднем гораздо дешевле лёгких самолётов и вертолётов;
- Управлять автожиром проще, чем самолётом и вертолётом;
- Один из самых безопасных летательных аппаратов, что обусловливают следующие его особенности:
  - не подвержен штопору;
  - способен совершать мягкую посадку с неработающим двигателем;
  - малы требования к площадке для посадки;
  - гораздо менее чувствителен к термическим потокам (по сравнению с дельтапланом и парапланом);
  - менее чувствителен к турбулентности (по сравнению с самолётом).

## Недостатки
Среди недостатков автожира (сравнительно с лёгким самолётом при равной мощности двигателя) можно назвать значительно больший расход топлива из-за большого сопротивления несущего винта, а также ряд присущих этому аппарату опасных режимов: потеря управления по тангажу (кувырок) и синусоидальная осцилляция, что привело к ряду катастроф автожиров в 1970—2000 годы.
Также ещё одним минусом автожиров является более низкий КПД использования силовой установки, из-за чего при равном полётном весе и скорости автожиру требуется более мощный двигатель, чем самолёту или дельталёту.
У автожира с двухлопастным несущим ротором есть несколько специфичных опасных режимов полёта (разгрузка ротора, кувырок, мёртвая зона авторотации и пр.), которые нельзя допускать при полёте во избежание падения. Кувырок характерен в основном для аппаратов с неправильно расположенными относительно друг друга центром тяжести и вектором тяги маршевого винта, а также с недостаточно развитым хвостовым оперением.
Полёты на автожире в условиях обледенения представляют большую опасность, поскольку при обледенении ротора он быстро выходит из режима авторотации, что приводит к падению.

## Разработка автожиров в СССР и России

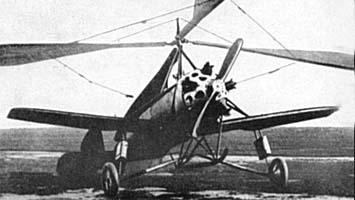
Автожир КаСкр-1 «Красный инженер»

Первый советский автожир КаСкр-1 «Красный инженер» разработки Н. И. Камова и Н. К. Скржинского поднялся в воздух 25 сентября 1929 года. Пилотировал автожир И. В. Михеев, а в задней кабине находился его создатель Н. И. Камов.
После этого в ОКБ Камова был создан ещё ряд моделей. Автожир А-7 проходил лётные испытания по применению на авиахимработах, в том числе на опылении в предгорьях Памира.
В 1936 году на заседании специальной комиссии при Политбюро ЦК ВКП(б), курировавшей создание первой дрейфующей станции в Северном Ледовитом океане, обсуждались варианты доставки полярников на льдину. Сын В. Чапаева Аркадий Чапаев (1914—1939) предложил изготовить автожиры. Их следовало подвесить под крылья тяжёлого транспортного самолёта; эта идея не прошла.
В настоящее время разработками автожиров в России занимаются несколько групп и предприятий:
- Компания «За облака» — модель Gyro-GT
- АэроКазачок — модель Казачок
- ИАПО — модель А002 «Иркут»
- «Аэро-Астра» — модель «Охотник»
- Твистер-клуб — модель «Твист»
- АвиаМастер — модель «Инспектор»
- «Группа компаний МРТ» — автожиры марки Xenon для туристических полётов, патрулирования газо- и нефтепроводов, мониторинга лесных пожаров, охраны границ[8].

В сентябре 2011 года в ходе стратегических учений Центр-2011 на полигоне «Чебаркуль» совладелец «МРТ-АВИА» Роман Путин провёл презентацию последней модели автожира своей компании Дмитрию Медведеву.